# (2571) Geisei
(2571) Geisei (1981 UC) – planetoida z pasa głównego asteroid okrążająca Słońce w ciągu 3,33 lat w średniej odległości 2,23 j.a. Odkryta 23 października 1981 roku.